# A Dominikai Köztársaság a 2012. évi nyári olimpiai játékokon
A Dominikai Köztársaság a nagy-britanniai Londonban megrendezett 2012. évi nyári olimpiai játékok egyik részt vevő nemzete volt. Az országot az olimpián 10 sportágban 33 sportoló képviselte, akik összesen 2 érmet szereztek.

## Érmesek
| Érem  | Versenyző       | Sportág  | Versenyszám     |
| ----- | --------------- | -------- | --------------- |
| Arany | Félix Sánchez   | Atlétika | Férfi 400 m gát |
| Ezüst | Luguelín Santos | Atlétika | Férfi 400 m     |

## Asztalitenisz
Férfi
| Versenyző | Versenyszám | Selejtező         | 64-es főtábla                                                  | 48-as főtábla                                 | 32-es főtábla     | Nyolcaddöntő      | Negyeddöntő       | Elődöntő          | Döntő             | Helyezés |
| Versenyző | Versenyszám | Ellenfél Eredmény | Ellenfél Eredmény                                              | Ellenfél Eredmény                             | Ellenfél Eredmény | Ellenfél Eredmény | Ellenfél Eredmény | Ellenfél Eredmény | Ellenfél Eredmény | Helyezés |
| --------- | ----------- | ----------------- | -------------------------------------------------------------- | --------------------------------------------- | ----------------- | ----------------- | ----------------- | ----------------- | ----------------- | -------- |
| Luis Lin  | Egyes       | erőnyerő          | Kim Song-Nam (PRK) · 11-9, 5-11, 11-8, 6-11, 3-11, 13-11, 11-9 | Marco Freitas (POR) · 6-11, 5-11, 10-12, 3-11 | kiesett           | kiesett           | kiesett           | kiesett           | kiesett           | 33.      |

## Atlétika
Férfi
| Versenyző                                               | Versenyszám     | Előfutam | Előfutam | Előfutam | Elődöntő | Elődöntő | Elődöntő | Döntő   | Döntő    |
| Versenyző                                               | Versenyszám     | Idő      | Hely.    | Össz.    | Idő      | Hely.    | Össz.    | Idő     | Helyezés |
| ------------------------------------------------------- | --------------- | -------- | -------- | -------- | -------- | -------- | -------- | ------- | -------- |
| Carlos Jorge                                            | 200 m           | 21,02    | 6.       | 42.      | kiesett  | kiesett  | kiesett  | kiesett | kiesett  |
| Luguelín Santos                                         | 400 m           | 45,04    | 1.       | 5.       | 44,78    | 1.       | 4.       | 44,46   |          |
| Winder Cuevas                                           | 400 m gát       | 50,15    | 6.       | 29.      | kiesett  | kiesett  | kiesett  | kiesett | kiesett  |
| Félix Sánchez                                           | 400 m gát       | 49,24    | 1.       | 11.*     | 47,76    | 1.       | 1.       | 47,63   |          |
| Gustavo Cuesta Félix Sánchez Joel Mejia Luguelín Santos | 4 × 400 m váltó | kizárták | kizárták | kizárták |          |          |          | kiesett | kiesett  |

Női
| Versenyző       | Versenyszám | Előfutam | Előfutam | Előfutam | Elődöntő | Elődöntő | Elődöntő | Döntő   | Döntő    |
| Versenyző       | Versenyszám | Idő      | Hely.    | Össz.    | Idő      | Hely.    | Össz.    | Idő     | Helyezés |
| --------------- | ----------- | -------- | -------- | -------- | -------- | -------- | -------- | ------- | -------- |
| Mariely Sánchez | 200 m       | 23,20    | 6.       | 26.      | kiesett  | kiesett  | kiesett  | kiesett | kiesett  |
| Raysa Sánchez   | 400 m       | 52,47    | 5.       | 27.      | kiesett  | kiesett  | kiesett  | kiesett | kiesett  |
| Lavonne Idlette | 100 m gát   | 13,60    | 6.       | 35.      | kiesett  | kiesett  | kiesett  | kiesett | kiesett  |

* - egy másik versenyzővel azonos időt ért el

## Cselgáncs
Női
| Versenyző    | Versenyszám | Selejtező         | Nyolcaddöntő                       | Negyeddöntő       | Elődöntő          | Vigaszág elődöntő | Bronz- mérkőzés   | Döntő             | Helyezés |
| Versenyző    | Versenyszám | Ellenfél Eredmény | Ellenfél Eredmény                  | Ellenfél Eredmény | Ellenfél Eredmény | Ellenfél Eredmény | Ellenfél Eredmény | Ellenfél Eredmény | Helyezés |
| ------------ | ----------- | ----------------- | ---------------------------------- | ----------------- | ----------------- | ----------------- | ----------------- | ----------------- | -------- |
| María García | Harmatsúly  | erőnyerő          | Marie Muller (LUX) · 000(2)-101(1) | kiesett           | kiesett           |                   |                   |                   | 9.       |

## Ökölvívás
Férfi
| Versenyző           | Versenyszám | Selejtező                      | Nyolcaddöntő                        | Negyeddöntő       | Elődöntő          | Döntő             | Helyezés |
| Versenyző           | Versenyszám | Ellenfél Eredmény              | Ellenfél Eredmény                   | Ellenfél Eredmény | Ellenfél Eredmény | Ellenfél Eredmény | Helyezés |
| ------------------- | ----------- | ------------------------------ | ----------------------------------- | ----------------- | ----------------- | ----------------- | -------- |
| William Encarnación | Harmatsúly  | Braexir Lemboumba (GAB) · 15-6 | Mohamed Amine Ouadahi (ALG) · 10-16 | kiesett           | kiesett           | kiesett           | 9.       |
| Wellington Arias    | Könnyűsúly  | Eduard Marriaga (COL) · 17-8   | Vaszil Lomacsenko (UKR) · 3-15      | kiesett           | kiesett           | kiesett           | 9.       |
| Junior Castillo     | Középsúly   | Anthony Ogogo (GBR) · 6-13     | kiesett                             | kiesett           | kiesett           | kiesett           | 17.      |

## Röplabda

### Női
| Dominikai köztársasági női röplabdacsapat-játékoskeret                                                   | Dominikai köztársasági női röplabdacsapat-játékoskeret                                          |
| --- | ----------------------------------------------------------------------------------------------- |
| - Cándida Arias - Milagros Cabral - Brenda Castillo - Bethania de la Cruz - Karla Echenique - Lisvel Eve | - Gina Mambrú - Niverka Marte - Sidarka Núñez - Prisilla Rivera - Cindy Rondón - Annerys Vargas |

#### Eredmények
Csoportkör
A csoport
|                             |      | Mérkőzések | Mérkőzések | Szettek | Szettek | Szettek | Pontok | Pontok | Pontok |
| Csapat                      | Pont | Gy         | V          | Sz+     | Sz–     | SzA     | P+     | P–     | PA     |
| --------------------------- | ---- | ---------- | ---------- | ------- | ------- | ------- | ------ | ------ | ------ |
| Oroszország (RUS)           | 14   | 5          | 0          | 15      | 4       | 3,750   | 459    | 352    | 1,304  |
| Olaszország (ITA)           | 13   | 4          | 1          | 14      | 5       | 2,800   | 442    | 368    | 1,201  |
| Japán (JPN)                 | 9    | 3          | 2          | 11      | 6       | 1,833   | 401    | 335    | 1,197  |
| Dominikai Köztársaság (DOM) | 6    | 2          | 3          | 8       | 9       | 0,889   | 374    | 362    | 1,033  |
| Nagy-Britannia (GBR)        | 2    | 1          | 4          | 3       | 14      | 0,214   | 295    | 396    | 0,745  |
| Algéria (ALG)               | 1    | 0          | 5          | 2       | 15      | 0,133   | 252    | 410    | 0,615  |

| 2012. július 28. 16:45 (17:45) | Olaszország (ITA)                        | 3–1 | Dominikai Köztársaság (DOM) | Earls Court Exhibition Centre, London Nézőszám: 14 000 Játékvezető: Zorica Bjelić (SRB), Rolando Cholakian (ARG) |
| 2012. július 28. 16:45 (17:45) | (25–17, 23–25, 25–19, 25–15) Jegyzőkönyv |     |                             | Earls Court Exhibition Centre, London Nézőszám: 14 000 Játékvezető: Zorica Bjelić (SRB), Rolando Cholakian (ARG) |

| 2012. július 30. 14:45 (15:45) | Dominikai Köztársaság (DOM)              | 1–3 | Oroszország (RUS) | Earls Court Exhibition Centre, London Nézőszám: 14 800 Játékvezető: Rogerio Espicalsky (BRA), Karin Zahorcova (CZE) |
| 2012. július 30. 14:45 (15:45) | (23–25, 15–25, 26–24, 22–25) Jegyzőkönyv |     |                   | Earls Court Exhibition Centre, London Nézőszám: 14 800 Játékvezető: Rogerio Espicalsky (BRA), Karin Zahorcova (CZE) |

| 2012. augusztus 1. 9:30 (10:30) | Dominikai Köztársaság (DOM)       | 0–3 | Japán (JPN) | Earls Court Exhibition Centre, London Nézőszám: 9000 Játékvezető: Karin Zahorcova (CZE), Georgios Karampetsos (GRE) |
| 2012. augusztus 1. 9:30 (10:30) | (20–25, 19–25, 23–25) Jegyzőkönyv |     |             | Earls Court Exhibition Centre, London Nézőszám: 9000 Játékvezető: Karin Zahorcova (CZE), Georgios Karampetsos (GRE) |

| 2012. augusztus 3. 16:45 (17:45) | Nagy-Britannia (GBR)             | 0–3 | Dominikai Köztársaság (DOM) | Earls Court Exhibition Centre, London Nézőszám: 14 000 Játékvezető: Mohamad Shaaban (EGY), Janpen Jirakakul (THA) |
| 2012. augusztus 3. 16:45 (17:45) | (9–25, 18–25, 19–25) Jegyzőkönyv |     |                             | Earls Court Exhibition Centre, London Nézőszám: 14 000 Játékvezető: Mohamad Shaaban (EGY), Janpen Jirakakul (THA) |

| 2012. augusztus 5. 9:30 (10:30) | Algéria (ALG)                     | 0–3 | Dominikai Köztársaság (DOM) | Earls Court Exhibition Centre, London Nézőszám: 11 000 Játékvezető: Patricia Salvatore (USA), Brian McDougall (GBR) |
| 2012. augusztus 5. 9:30 (10:30) | (15–25, 16–25, 13–25) Jegyzőkönyv |     |                             | Earls Court Exhibition Centre, London Nézőszám: 11 000 Játékvezető: Patricia Salvatore (USA), Brian McDougall (GBR) |

Negyeddöntő
| 2012. augusztus 7. 19:00 (20:00) | Egyesült Államok (USA)            | 3–0 | Dominikai Köztársaság (DOM) | Earls Court Exhibition Centre, London Nézőszám: 13 000 Játékvezető: Karin Zahorcova (CZE), Jarpen Jirakakul (THA) |
| 2012. augusztus 7. 19:00 (20:00) | (25–14, 25–21, 25–22) Jegyzőkönyv |     |                             | Earls Court Exhibition Centre, London Nézőszám: 13 000 Játékvezető: Karin Zahorcova (CZE), Jarpen Jirakakul (THA) |

| Csapat                      | Helyezés |
| --------------------------- | -------- |
| Dominikai Köztársaság (DOM) | 5.       |

## Sportlövészet
Férfi
| Versenyző     | Versenyszám | Selejtező        | Selejtező        | Döntő   | Döntő    |
| Versenyző     | Versenyszám | Pont             | Helyezés         | Pont    | Helyezés |
| ------------- | ----------- | ---------------- | ---------------- | ------- | -------- |
| Sergio Piñero | Trap        | 118              | 20.              | kiesett | kiesett  |
| Sergio Piñero | Dupla trap  | nem állt rajthoz | nem állt rajthoz | kiesett | kiesett  |

## Súlyemelés
Női
| Versenyző           | Versenyszám | Szakítás                 | Szakítás                 | Lökés    | Lökés    | Összesen | Helyezés |
| Versenyző           | Versenyszám | Eredmény                 | Helyezés                 | Eredmény | Helyezés | Összesen | Helyezés |
| ------------------- | ----------- | ------------------------ | ------------------------ | -------- | -------- | -------- | -------- |
| Beatriz Pirón       | 48 kg       | 77                       | 7.                       | 90       | 11.      | 167      | 9.       |
| Yudelquis Maridalin | 53 kg       | érvényes kísérlet nélkül | érvényes kísérlet nélkül | kiesett  | kiesett  | kiesett  | kiesett  |

## Taekwondo
Férfi
| Versenyző      | Versenyszám | Nyolcaddöntő                | Negyeddöntő       | Elődöntő          | Vigaszág elődöntő | Bronz- mérkőzés   | Döntő             | Helyezés |
| Versenyző      | Versenyszám | Ellenfél Eredmény           | Ellenfél Eredmény | Ellenfél Eredmény | Ellenfél Eredmény | Ellenfél Eredmény | Ellenfél Eredmény | Helyezés |
| -------------- | ----------- | --------------------------- | ----------------- | ----------------- | ----------------- | ----------------- | ----------------- | -------- |
| Yulis Mercedes | Légsúly     | Tamím el-Kubáti (YEM) · 3-8 | kiesett           | kiesett           |                   |                   |                   | 11.      |

## Torna
Női
| Versenyző    | Versenyszám | Selejtező | Selejtező | Döntő    | Döntő    |
| Versenyző    | Versenyszám | Pontszám  | Helyezés  | Pontszám | Helyezés |
| ------------ | ----------- | --------- | --------- | -------- | -------- |
| Yamilet Peña | Talaj       | 12,300    | 72.       | kiesett  | kiesett  |
| Yamilet Peña | Ugrás       | 14,699    | 5.        | 14,516   | 6.       |

## Úszás
Férfi
| Versenyző       | Versenyszám | Előfutam | Előfutam | Előfutam | Elődöntő | Elődöntő | Elődöntő | Döntő   | Döntő    |
| Versenyző       | Versenyszám | Idő      | Hely.    | Össz.    | Idő      | Hely.    | Össz.    | Idő     | Helyezés |
| --------------- | ----------- | -------- | -------- | -------- | -------- | -------- | -------- | ------- | -------- |
| Nicholas Schwab | 200 m gyors | 1:53,41  | 1.       | 37.      | kiesett  | kiesett  | kiesett  | kiesett | kiesett  |

Női
| Versenyző       | Versenyszám    | Előfutam | Előfutam | Előfutam | Elődöntő | Elődöntő | Elődöntő | Döntő   | Döntő    |
| Versenyző       | Versenyszám    | Idő      | Hely.    | Össz.    | Idő      | Hely.    | Össz.    | Idő     | Helyezés |
| --------------- | -------------- | -------- | -------- | -------- | -------- | -------- | -------- | ------- | -------- |
| Dorian McMenemy | 100 m pillangó | 1:05,78  | 2.       | 41.      | kiesett  | kiesett  | kiesett  | kiesett | kiesett  |